# Dyadosphère
La dyadosphère est le nom donné à la région située autour de l'horizon d'un trou noir possédant une charge électrique non nulle (trou noir de Reissner-Nordström ou de Kerr-Newman selon l'existence ou non d'un moment cinétique au trou noir), dans laquelle le champ électrique est suffisamment intense pour permettre la création spontanée de paires électrons-positrons. L'existence de cette région est hypothétique au sens où la possibilité de l'existence de trous noirs possédant une charge électrique notable est sujette à caution.

## Description de l'hypothèse
Le terme de dyadosphère a été proposé en 1998 par le physicien italien Remo Ruffini. Son étymologie est tirée du grec duas, duados, qui signifie « paire ».
La raison d'être de ce concept est une tentative pour expliquer l'existence et le comportement des sursauts gamma. Dans l'hypothèse où un trou noir chargé se forme, la dyadosphère se forme en même temps. S'ensuit une phase explosive de création de paires électrons-positrons. Ces paires vont interagir entre elles, ainsi qu'avec le trou noir. Les particules de charge électrique de signe opposé à celles du trou noir vont être absorbées par celui-ci, et les particules de charge électrique de même signe vont être expulsées. Ce processus s'accompagne d'une libération rapide et considérable d'énergie : en annulant par un tel procédé sa charge électrique, le trou noir va libérer une énergie E égale à une fraction de son énergie de masse, soit E de l'ordre d'une fraction de M.c2, où M représente la masse du trou noir (de l'ordre d'une masse solaire) et c la vitesse de la lumière, c'est-à-dire une fraction de 1049 joules (voir l'article Masse irréductible pour plus de détails). 
La dyadosphère serait éventuellement le siège de divers effets d'électrodynamique quantique, à l'instar de la magnétosphère d'un pulsar. Un des effets les plus spectaculaires est de modifier la forme de la métrique (c'est-à-dire du champ gravitationnel) du trou noir, un peu de la même façon que des effets d'électrodynamique quantique modifient le champ électrique d'un noyau atomique, ce qui donne lieu à des effets observables (modification des niveaux d'énergie, voir Effet Lamb). Ces effets pourraient, le cas échéant, être observables dans le pulsar double PSR J0737-3039, qui possède la particularité de posséder deux pulsars détectables comme tels, et qui est vu dans son plan orbital, donnant lieu à des phénomènes d'éclipse du rayonnement du pulsar d'arrière plan par la magnétosphère du pulsar d'avant plan.

## Impact scientifique
Le concept de dyadosphère est majoritairement employé dans des publications de Remo Ruffini, mais reste extrêmement marginal. Depuis l'introduction du terme en 1998, seulement 16 publications favorables à ce concept ont été diffusées, dont la moitié signées ou cosignées par Remo Ruffini. Sur ces seize publications, seules cinq ont fait l'objet de publications dans des revues scientifiques à comité de lecture, et seulement trois dans des revues à facteur d'impact notable (Astronomy and Astrophysics trois fois). Le concept a fait l'objet de quelques critiques du physicien américain Don Page en 2005 et 2006, dont seulement une à paraître dans The Astrophysical Journal.